# Fisting

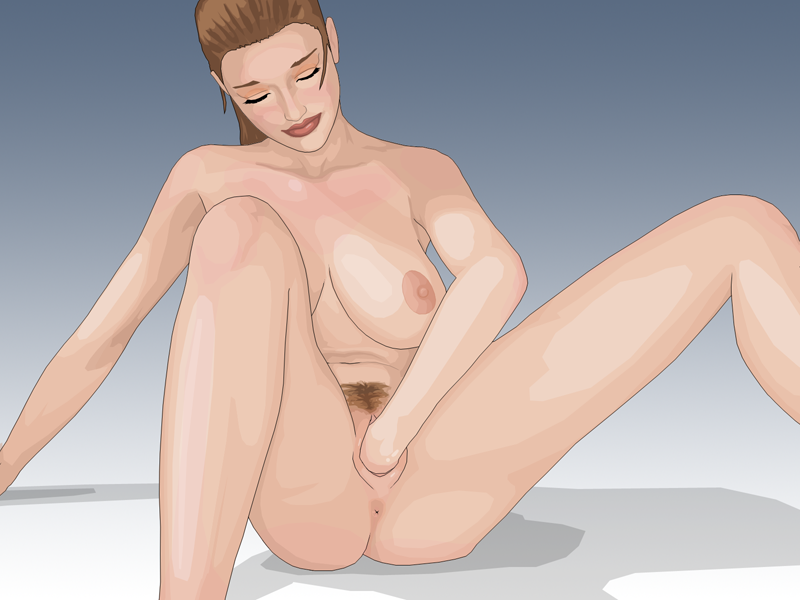
Ilustração demonstrando a prática de fisting na vagina.

Fisting, fist-fucking ou handballing é uma prática sexual que envolve a inserção da mão ou antebraço na vagina ou no ânus. O fisting pode ser realizado sem um parceiro, mas geralmente é uma atividade feita entre duas pessoas.
O surgimento e popularização do fisting como prática sexual é comumente atribuído à cultura masculina gay e foi posteriormente estendida para práticas sexuais entre mulheres e casais heterossexuais.

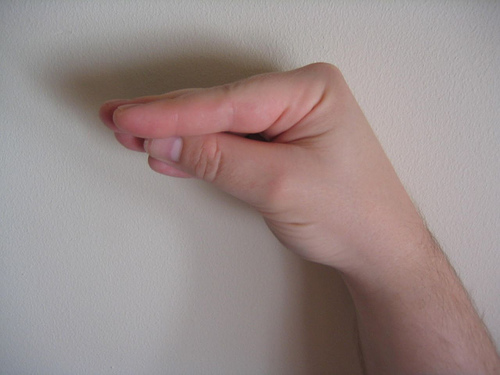
Posição de "bico de pato", técnica geralmente utilizada nos estágios iniciais do fisting.

O "bico de pato" ou "silent duck" (em português: pato silencioso) é uma técnica frequentemente utilizada onde a pessoa que está fazendo a inserção molda a mão para parecer um bico de pato. Normalmente, o fisting não envolve forçar o punho fechado para dentro de uma vagina ou ânus. Ao invés disso, todos os cinco dedos são mantidos retos e o mais próximo possível uns dos outros, e em seguida são inseridos lentamente em uma vagina ou reto bem lubrificado.
É altamente recomendado o uso de lubrificantes nesse tipo de prática. O uso de luvas de látex também é aconselhado, assim como a utilização de uma palavra de segurança para interromper a atividade se for necessário. Praticar o fisting sem a devida segurança e cuidados pode causar laceração ou perfuração da vagina, períneo, reto ou intestino grosso, resultando em lesões e até morte.